# Газырь (Краснодарский край)
Газырь — посёлок в Выселковском районе Краснодарского края.
Административный центр Газырского сельского поселения.

## География
Посёлок расположен в степной зоне, на расстоянии 28 км к северо-востоку от станицы Выселки, административного центра района.

## Население
| 2002 | 2010  |
| ---- | ----- |
| 2074 | ↘1925 |

## Транспорт
В посёлке расположена одноимённая станция на  железнодорожной линии «Тихорецкая — Краснодар».